# Richard Jahn
Richard Jahn (8. července 1840 Praha – 30. listopadu 1918 Praha) byl český technik a průmyslník. Zaměřil se zejména na návrhy a výstavbu pivovarů a lihovarů, a to nejprve samostatně, později jako společník firmy Novák & Jahn. Aktivně se účastnil veřejného života (např. jako organizátor hospodářských výstav, poslanec Říšské rady, člen sboru obecních starších města Prahy, náměstek pražského starosty, člen výboru Jubilejní zemské výstavy 1891), přičemž prosazoval zájmy českého průmyslu a technické inteligence. Nositel řady titulů (císařský rada, čestný doktor na pražské technice aj.). Byl oceňovaný pro hluboké odborné znalosti, politický rozhled a vybrané chování.

## Život

### Studium a podnikání

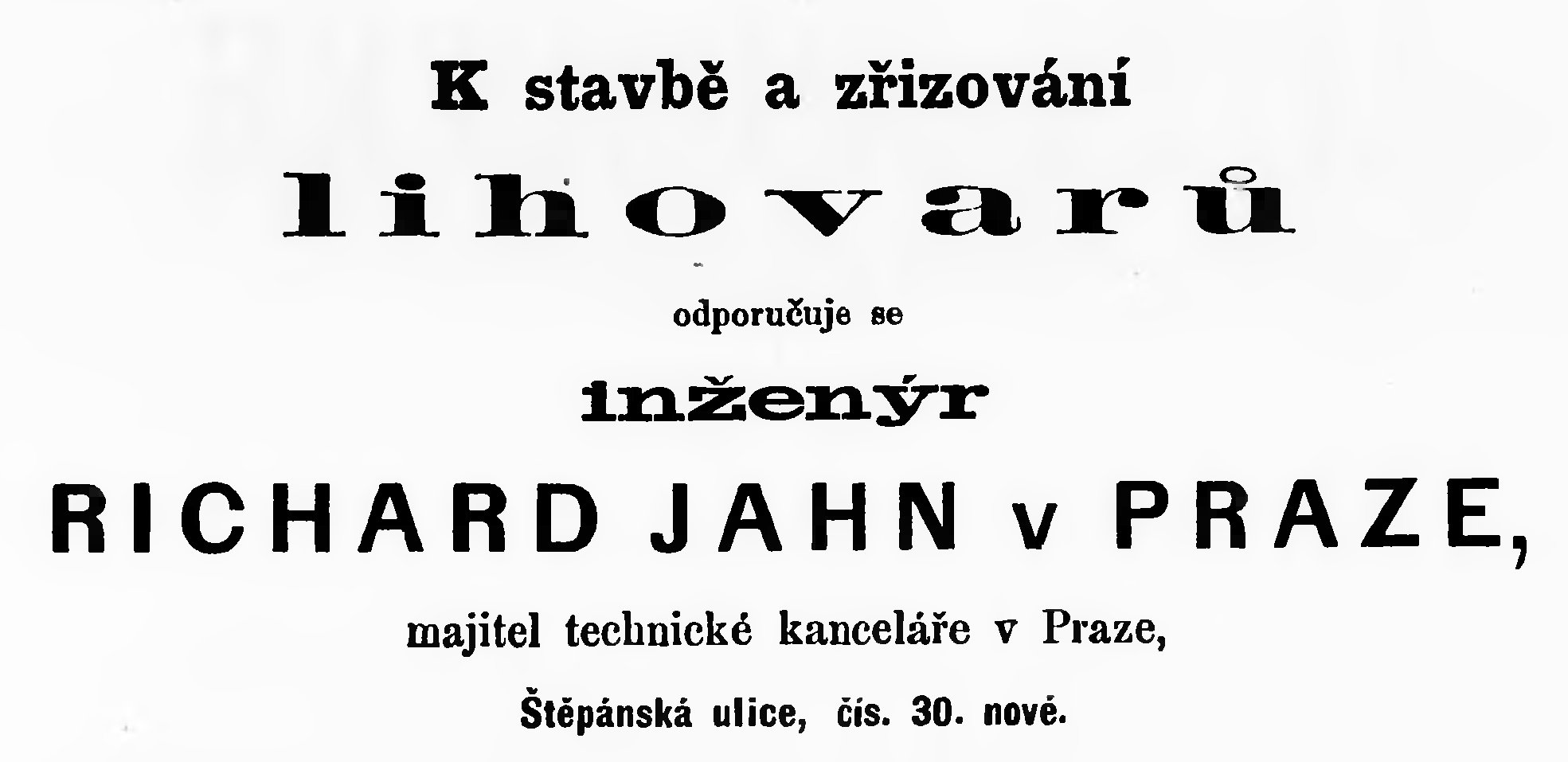
Reklama na Jahnovu technickou kancelář v Listech chemických (1877)

Pocházel z patricijské rodiny, byl synem státního inženýra. Vystudoval akademické gymnázium a pražskou polytechniku, kde se zaměřil na strojnictví, chemii a stavitelství.
Roku 1862 nastoupil do praxe v Ringhofferových závodech. Jeho první velký projekt byl návrh průmyslového podniku v Úlicích u Plzně, který sestával z parního mlýna, pivovaru, lihovaru a továrny na umělá hnojiva. Závod získal na Světové výstavě 1867 v Paříži stříbrnou medaili a tento úspěch zajistil mladému Jahnovi respekt v odborných kruzích.
Roku 1870 založil Technickou kancelář pro zemědělský a hospodářský průmysl, která projektovala zpracovatelské závody pro velkostatky a hospodářská družstva. Tyto průmyslové kapacity umožňovaly jejich majitelům prodávat hotové obchodní produkty a zároveň využívat nezpracované zbytky jako hnojivo. Budováním takovýchto závodů přispěl k povznesení českého zemědělského průmyslu.
V roce 1873 založil s císařským radou J. V. Novákem firmu Novák & Jahn, specializovanou na výrobu zařízení pro pivovary a lihovary.

### Veřejná činnost
Důvěra, kterou si získal kvalitními návrhy, mu zajistila, že již od počátku samostatného podnikání se stal členem vedení Hospodářského klubu, později přejmenovaného na Ústřední hospodářskou společnost. V letech 1877-1909 pro tento spolek organizoval výroční výstavy.
Roku 1873 dal podnět k založení Lihovarnického spolku, odborného časopisu a lihovarnické školy v Litni. Téhož roku pořádal hospodářsko-průmyslovou výstavu Českého království na světové výstavě ve Vídni.
Angažoval se i v politice. 5. prosince 1882 složil slib poslance Říšské rady (celostátní zákonodárný sbor), kde reprezentoval městskou kurii, obvod Staré Město pražské. Ve vídeňském parlamentu setrval do konce funkčního období, tedy do voleb do Říšské rady roku 1885. Své znalosti průmyslu v Říšské radě využil jako zpravodaj důležitých zákonů, např. o dani z lihu nebo o patentech. Kandidoval jako český kandidát. Zasedal v parlamentním Českém klubu.
Roku 1887 byl zvolen předsedou Měšťanské besedy v Praze. O rok později se stal členem Obchodní a živnostenské komory a členem rady pro průmyslové školství. V roce 1889 se stal přísedícím Obchodního soudu v Praze a roku 1890 členem poradního sboru pro úrazové pojišťování, pracovní rady a průmyslové rady ve Vídni.
Měl rovněž velké zásluhy o úspěch Jubilejní zemské výstavy v Praze r. 1891. Podílel se na vypracování jejího programu, propagoval ji přednáškami a všemožně popularizoval. Vypracoval rovněž její organizační řád, který stanovil povinnosti členů výkonného výboru.
Roku 1895 se stal předsedou Českého volebního sboru pro úrazovou pojišťovnu. V jejím čele stál po deset let. (Organizace se v průběhu této doby transformovala na Český pracovní sbor.)
Spolek architektů a inženýrů v království Českém jej roku 1897 zvolil za předsedu. Z titulu této funkce organizoval o rok později první velkou českou výstavu architektury a inženýrství. Při jejím slavnostním zahájení pronesl projev, v němž ocenil úspěchy českého průmyslu a vyzdvihl zejména cukrovarnictví a pivovarství jako typicky české obory. Kriticky se také zmínil o nedostatečném společenském ocenění technických odborníků ve srovnání s absolventy univerzit (vědci, učenci), které se nepříznivě projevuje na jejich nízkém zastoupení ve státní správě a veřejném životě obecně. Vyslovil naději, že se česká veřejnost prostřednictvím této výstavy přesvědčí o významu i kvalitě práce domácích techniků a pomůže jim dosáhnout zaslouženého uznání, jako tomu již je v Anglii a Francii. Rovněž zdůraznil povinnost techniků napomáhat ke zvelebování živností a zmínil architekty jako spojovací článek mezi techniky a umělci.
V roce 1898 byl Jahn zvolen za člena sboru obecních starších města Prahy. Pracoval v komisi technické, asanační, finanční a stavební. Roku 1906 byl jmenován prvním náměstkem starosty. Pod jeho vedením byla vybudována hlavní kanalizační síť na Starém Městě. Jako předseda správní rady přispěl rovněž ke zvelebení Elektrických podniků.
Určitou dobu také stál v čele Spolku ku zkoumání a přehlížení parních kotlů. Byl členem národohospodářského odboru České akademie. Během první světové války, kdy zastával funkci místopředsedy pražské odbočky Jednoty rakouských průmyslníků, doporučoval oddělení českého průmyslu od říšskoněmeckého.

### Odkaz a ocenění
Byl nositelem řádů a titulů: císařský rada, řád železné koruny, řád rytířský a komturský Františka Josefa I., čestný doktorát pražské techniky, čestné členství ve Spolku architektů a inženýrů v království Českém. Současníci jej oceňovali pro hluboké odborné znalosti, politický rozhled, vybrané chování a pevný charakter.
Zemřel 30. listopadu 1918 po krátké nemoci, pohřben byl na Olšanských hřbitovech.

#### Příbuzenstvo
- Jeho pradědečkem byl malíř Jan Quirin Jahn (1739-1802).[2] Jeho prostřednictvím byl vzdáleně příbuzný s chemikem, středoškolským profesorem a básníkem Jiljím Vratislavem Jahnem (1838-1902).[9]
- Syn Jaroslav Jahn (1873-1940) byl rovněž průmyslník. Pracoval ve vedení závodu Novák & Jahn, který roku 1929 splynul se Škodovými závody. Od roku 1933 zastával funkci generálního rady firmy Škoda.[10]
- Martin Jahn (* 21. ledna 1970) je český ekonom, politik a vrcholový manažer. V letech 2004 až 2005 byl místopředsedou vlády pro ekonomiku. Od roku 2006 působí ve vrcholových funkcích koncernu Volkswagen v různých zemích světa.